# Église Saint-Bavon d'Amougies
Pour les articles homonymes, voir Église Saint-Bavon.
L'église Saint-Bavon est une église paroissiale située dans le village d'Amougies, commune du Mont-de-l'Enclus, en Belgique.

## Histoire
La plus ancienne trace d'une église à Amougies remonte au XIIe siècle puisque l'église actuelle est construite sur les fondations de l'ancienne église romane. La tour romane sera exhaussée au style gothique au cours du XVIe siècle. La nef simple sera prolongée en 1771 vers l'est avec un nouveau chœur de style classique.

## Description
La partie inférieure de la tour est constituée de gros morceaux de pierre naturelle et le portail est de style classique. La partie supérieure en brique est percée d'une fenêtre gothique. La partie ouest de la nef est de style roman. L'intérieur de l'église est divisé en sept travées couvertes de voûtes dont les doubleaux sont ornés de stucs de style Louis XV. On y trouve des fragments d'une pierre tombale du XVIe siècle portant les armoiries de Montmorency et de Beauffort.